# Alessandra Faiella
Alessandra Faiella (Milano, 9 settembre 1962) è una comica e attrice italiana.

## Biografia
Dopo la laurea in Lettere e Filosofia presso il DAMS di Bologna, si diploma alla scuola di mimo e teatro "Quelli di Grock". Dopo aver recitato per molti anni a teatro, dove continua ancora a lavorare assiduamente, esordisce in televisione nel 1996 nella trasmissione Producer, condotta da Serena Dandini, con la quale lavora anche al Pippo Chennedy Show (1997) e a Comici (1999). Partecipa alle edizioni 1998 e 1999 di Zelig, facciamo cabaret.
Nella prima parte del 2003 viene chiamata dalla Gialappa's Band che la fa entrare nel cast di Mai dire domenica, dove interpreta il personaggio di "Tania", la vicina di casa del Mago Forest,  Successivamente partecipa a Bulldozer nel 2005, a Glob e a Markette nel 2006. Nel 2007 partecipa a Tribbù su Rai 2 e alla trasmissione Stiamo lavorando per noi con Renato Pozzetto e Cochi Ponzoni. La Faiella è spesso presente come opinionista nella stagione 2010-2011 del programma Le invasioni barbariche, condotto da Daria Bignardi.
Debutta al cinema a fianco di Luciana Littizzetto nel 1999 con il film La grande prugna. Contemporaneamente alla sua attività teatrale e televisiva esordisce come scrittrice, pubblicando per Fazi Editore il libro Il lato B. Vive a Milano.

## Televisione
- Producer (1996)
- Pippo Chennedy Show (1997)
- Zelig (1998-1999)
- Comici (1999)
- Zelig, facciamo cabaret (1998-1999)
- Mai dire domenica (2003)
- Bulldozer (2005)
- Relazioni pericolose (2006)
- Glob - L'osceno del villaggio (2006)
- Markette (2006-2007)
- Tribbù (2007)
- Stiamo lavorando per noi (2007)
- Colorado (2016)

## Filmografia
- Olga e i suoi figli, regia di Salvatore Nocita (1985)
- La grande prugna, regia di Claudio Malaponti (1999)
- Rosso tigre, regia di Max Croci (1996)
- Birdie Mama, regia di Max Croci (2002)
- Cheese Cake, regia di Max Croci (2005)
- Le voci sole, regia di Andrea Brusa e Marco Scotuzzi (2022)